# Martin Stocklasa
Martin Stocklasa, född 29 maj 1979, är en liechtensteinsk före detta fotbollsspelare, senare tränare.

## Karriär

### Spelarkarriär
Han spelade 113 landskamper för Liechtensteins landslag. Endast Mario Frick och Peter Jehle har spelat fler matcher för landet.
I en vänskapsmatch mot Luxemburg 2002 gjorde Stocklasa tre mål. Han är ende person att göra ett hattrick för landslaget.

### Tränarkarriär
Stocklasa utsågs 2020 till förbundskapten för Liechtenstein. Det var första gången Liechtensteins fotbollsförbund anställde en inhemsk tränare. Han lämnade 2023 uppdraget för att bli tränare för sin tidigare klubb FC Vaduz.